# Барон Уигрем
Барон Уигрем из Клевера в графстве Беркшир — наследственный титул в системе Пэрства Соединённого королевства. Он был создан 25 июня 1935 года для британского военного и придворного сэра Клайва Уигрема (1873—1960), личного секретаря короля Георга V с 1931 по 1935 год. Он был внуком достопочтенного Уильяма Питта Уигрема (1806—1870), девятого (младшего) сына сэра Роберта Уигрема, 1-го баронета из Уолтемстоу (1744—1830). По состоянию на 2024 год носителем титула являлся его внук, Эндрю Фрэнсис Клайв Уигрем, 3-й барон Уигрем (род. 1948) — единственный сын Джорджа Невилла Клайва Уигрема, 2-го барона Уигрема (1915—2017), который стал преемником своего отца в 2017 году.
Правнук первого барона, капитан Чарльз Невилл Уиндхэм Малет (род. 1976) из колдстримской гвардии, служил помощником шталмейстера королевы Елизаветы II в 2008 году. Капитан Малет был назначен на эту должность в 2005 году и служил в Афганистане.

## Бароны Уигрем (1935)
- 1935—1960: Клайв Уигрем, 1-й барон Уигрем (5 июля 1873 — 3 сентября 1960), старший сын Герберта Уигрема (1842—1914);[1];
- 1960—2017: (Джордж) Невилл Клайв Уигрем, 2-й барон Уигрем (2 августа 1915 — 23 мая 2017), старший сын предыдущего;[2];
- 2017 — настоящее время: Эндрю Фрэнсис Клайв Уигрем, 3-й барон Уигрем (род. 18 марта 1949), единственный сын предыдущего;[3], бывший стольник герцога Эдинбургского;
  - Наследник титула: достопочтенный Гарри Ричард Клайв Уигрем (род. 20 мая 1977), старший сын предыдущего[4].